# サウジアラビア

サウジアラビア王国
المملكة العربية السعودية

国の標語：لا إله إلا الله محمد رسول الله
(lā ʾilāha ʾilla-llāhu, muḥammadun rasūlu-llāh)
（シャハーダ。アラビア語:アッラーの他に神はなし、ムハンマドはアッラーの使徒なり）
国歌：サウジアラビアの国歌

サウジアラビア王国（サウジアラビアおうこく、アラビア語: المملكة العربية السعودية）、通称サウジアラビアは、中東・西アジアに位置する絶対君主制国家。首都はリヤド。
世界2位の原油埋蔵量を持つ国であり、世界最大級の石油輸出国でもある。イスラム教最大の聖地メッカ（マッカ）と第2のマディーナ（メディナ）を擁する。世界銀行の定義では高所得国に分類され、アラブ諸国で唯一G20に加盟しているが、産業の多様性には乏しく、天然資源開発が主要産業となっている。
死刑制度や信教の自由・女性の人権が抑制されている状況など、欧州と異なる文化・法体制に対して国際社会から批判もある（詳細は#人権）。

## 国名
アラビア文字による正式名称は الْمَمْلَكَة العَرَبيَّة السُّعُودِيَّة（翻字: al-mamlakah al-ʿarabīyah al-suʿūdīyah（実際の発音はal-mamlakatu-l-ʿarabīyatu-s-suʿūdīyah）, アル＝マムラカ・アル＝アラビーヤ・アッ＝スウーディーヤ（実際の発音はアル＝マムラカトゥ・ル＝アラビーヤトゥ・ッ＝スウーディーヤ、簡略発音はアル＝マムラカ・ル＝アラビーヤ・ッ＝スウーディーヤ  音声）であり、｢サウード家のアラビアの王国」を意味する。通称 السُّعُودِيَّة（al-suʿūdīyah, アッ＝スウーディーヤ）。
公式の英語表記は Kingdom of Saudi Arabia（キングダム・オヴ・サウディ/ソーディ・アレイビア）。通称 Saudi Arabia（[ˌsaʊdi/ˌsɔːdi əˈreɪbiə]）。国民・形容詞はSaudi。日本語表記はサウジアラビア、サウジアラビア王国で、サウディアラビアとも表記される。サウジと略して呼ばれることもある。漢字表記は沙地亜剌比亜もしくは沙烏地阿拉伯、1文字での表記は「沙｣。
リヒテンシュタインと同様に、国際連合加盟国でも非常に珍しい「統治王家の名前」を国名にしている国家である。

## 歴史

### 第一次サウード王国の支配
1744年、サウード王家は中央アラビアのナジュド地方に勃興（第一次サウード王国）した。この年、リヤドの近くにあるディルイーヤの支配者ムハンマド・イブン・サウードは宗教指導者ムハンマド・イブン・アブドゥルワッハーブと盟約を結び、新たな国家体制をつくった。これが今日のサウジアラビア王朝の統治の基礎となっている。

### オスマン帝国などへの抗争

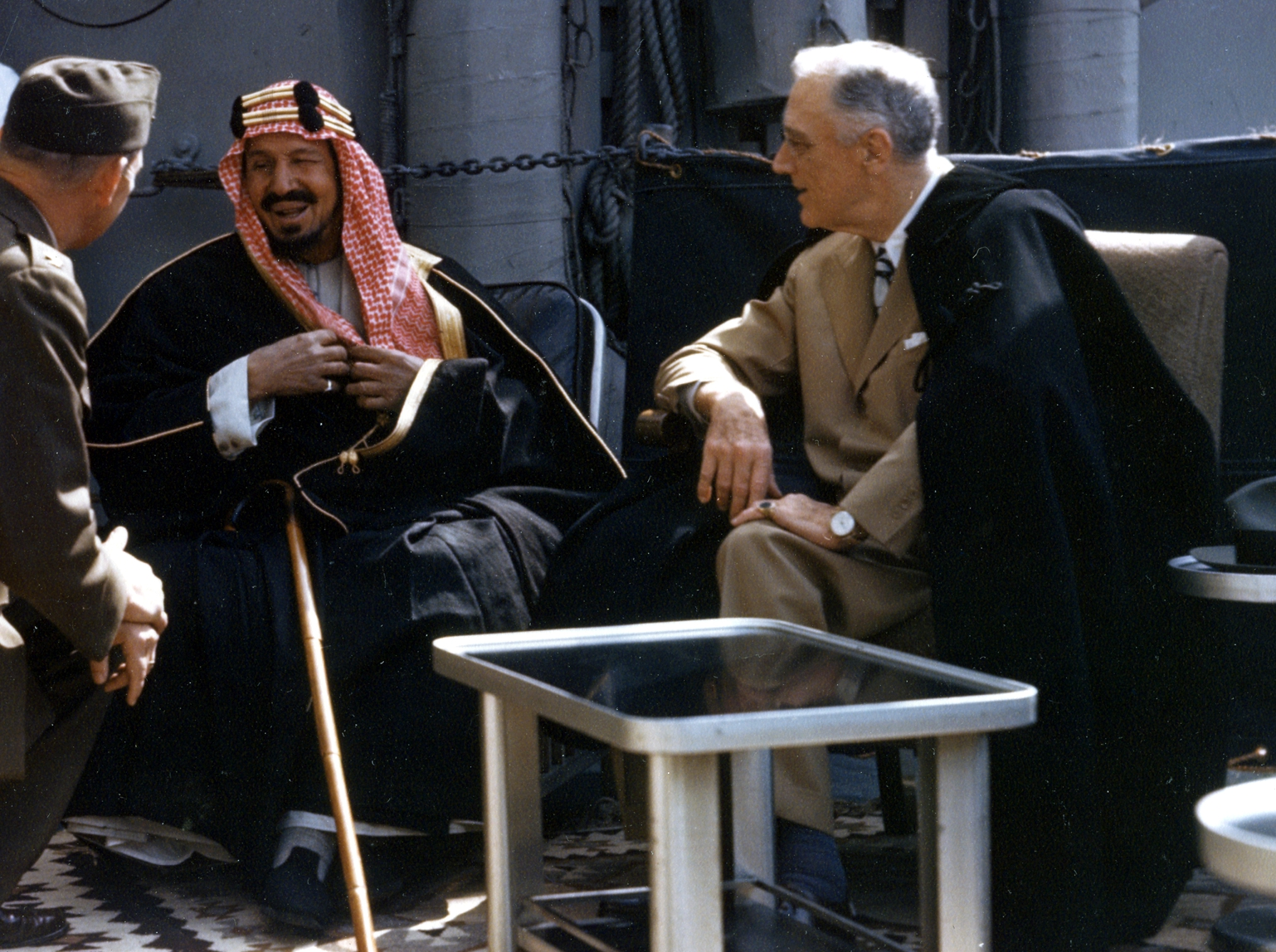
現在のサウジアラビアの建国者アブドゥルアズィーズ国王。1945年、ヤルタ会談の帰路にあったフランクリン・ルーズベルト米大統領と船上会談を行った。

続く150年間、サウード家はアラビア半島の支配を巡ってエジプトやオスマン帝国やラシード家のジャバル・シャンマル王国と争い興亡を繰り返した。

### ナジュド及びハッサ王国の支配
第三次サウード王国に当たる現在のサウード国家は、1902年に僅か22歳のアブドゥルアズィーズ・イブン・サウード国王（サウジアラビア王国の初代国王）がサウード王家先祖伝来の本拠地リヤドをラシード家から奪回し、ナジュドで建国したものである（ナジュド及びハッサ王国）。

#### 勢力拡大
アブドゥルアズィーズは、1913年からハサー、1921年のハーイル征服までにカティーフ、ナジュドの残り（ナジュド・スルタン国）を制圧した。
一方、1915年にメッカ（マッカ）の太守（シャリーフ）であったハーシム家のフサイン・イブン・アリーが、イギリス軍のトーマス・エドワード・ロレンスの協力を得てアカバを占領し、その後ダマスカスに進軍してヒジャーズ王国を建国した（アラブ反乱）。アブドゥルアズィーズは、1926年までにこのヒジャーズ王国を制圧（サウード家のヒジャーズ征服）し、1926年1月8日、アブドゥルアズィーズはヒジャーズの王（マリク）となった。

### サウジアラビア王国の成立
つづく1927年1月29日にはナジュド王の称号を得た（彼の以前のナジュドの称号はスルタン）。1927年5月20日にはジッダ条約によってイギリスはアブドゥルアズィーズの領域の独立を認めて、ヒジャーズ・ナジュド王国が成立した。さらに1932年に主要地域のハサー、カティーフ、ナジュド、ヒジャーズを統一してサウジアラビア王国が成立した。その後1934年には、サウジ・イエメン戦争がおこりイドリシ朝アシール首長国を併合した。

#### 経済の発展
しかし、アブドゥルアズィーズの政治的成功も経済には及ばなかった。1933年にサウジアラムコが設立され、1938年3月にダーラン（ザフラーン）で「ダンマン油田」が発見されるまで国は貧しい状態だった（サウジアラビアの石油産業の歴史）。油田開発は第二次世界大戦のために中断したものの、1946年には開発が本格的に始まり、1949年に採油活動が全面操業した。石油はサウジアラビアに経済的繁栄をもたらしただけでなく、国際社会における大きな影響力も与えた。

#### 王家の失脚
アブドゥルアズィーズは、拡大した一族ネットワークに依拠する他の地域の絶対的支配者たちと対する難しさに配慮して王位継承の規定を図った。1953年にアブドゥルアズィーズが崩御し、次男サウードが父の死を受けて第2代国王に即位したものの、1960年代にサウード国王の経済的失政によって王国は危機に陥り、またエジプトのナーセル大統領からの地域的な難問への対応にも失敗してしまった。その結果、1964年にサウード国王は退位させられ、代わって異母弟のファイサルが第3代国王として即位した。
1973年、第4次中東戦争に際してサウジアラビアはいわゆる石油戦略を用い、石油危機を引き起こした。この後、サウジアラビアをはじめとする石油輸出国機構 (OPEC) が大きな国際的影響力を発揮するようになる。
1974年、リチャード・ニクソン米大統領とヘンリー・キッシンジャー国務長官がサウジアラビアを訪問してファイサル国王らとの会談でドル建て決済で原油を安定的に供給することと引き換えに安全保障を提供する協定（ワシントン・リヤド密約）を結んでオイルダラーが確立された。
1975年、家族間抗争が一因でファイサル国王が甥のファイサル・ビン・ムサーイド王子により暗殺された。その後、やはり異母弟のハーリドが王位を継ぎ第4代国王となった。

#### イスラム過激派への配慮
1979年、イラン革命に影響を受けたイスラム過激主義者によるアル＝ハラム・モスク占拠事件が発生。武力で鎮圧したものの、以後、イスラム過激派に配慮した政策を行うことになった。
1982年、ハーリド国王が崩御して異母弟のファハド（「スデイリー・セブン」の一人）が第5代国王に即位する。
1990年、イラクが隣国クウェートを侵略して湾岸危機が起こると、国土防衛のために米軍の駐留を許可した。敬虔なイスラム教徒たちは聖地メッカのあるサウジアラビアに異教徒の軍隊が駐留することに反発し、後に同国人のウサーマ・ビン＝ラーディンが反米テロを組織する原因ともなった。
2005年、ファハド国王が崩御し、彼の異母弟のアブドゥッラーが第6代国王に即位した。アブドゥッラー国王治世下では、スルターン、ナーイフ、サルマーンのスデイリー・セブンが3代続けて皇太子を務めた。
2015年1月、アブドゥッラー国王が崩御し、異母弟のサルマーンが第7代国王に即位、異母弟のムクリンが皇太子となった。同年4月、ムクリンは皇太子を解任され、ナーイフ元皇太子の息子のムハンマド・ビン・ナーイフが皇太子となり、第3世代王族への王位継承に初めて道筋をつけた。

## 政治

### 絶対君主制・政教一致

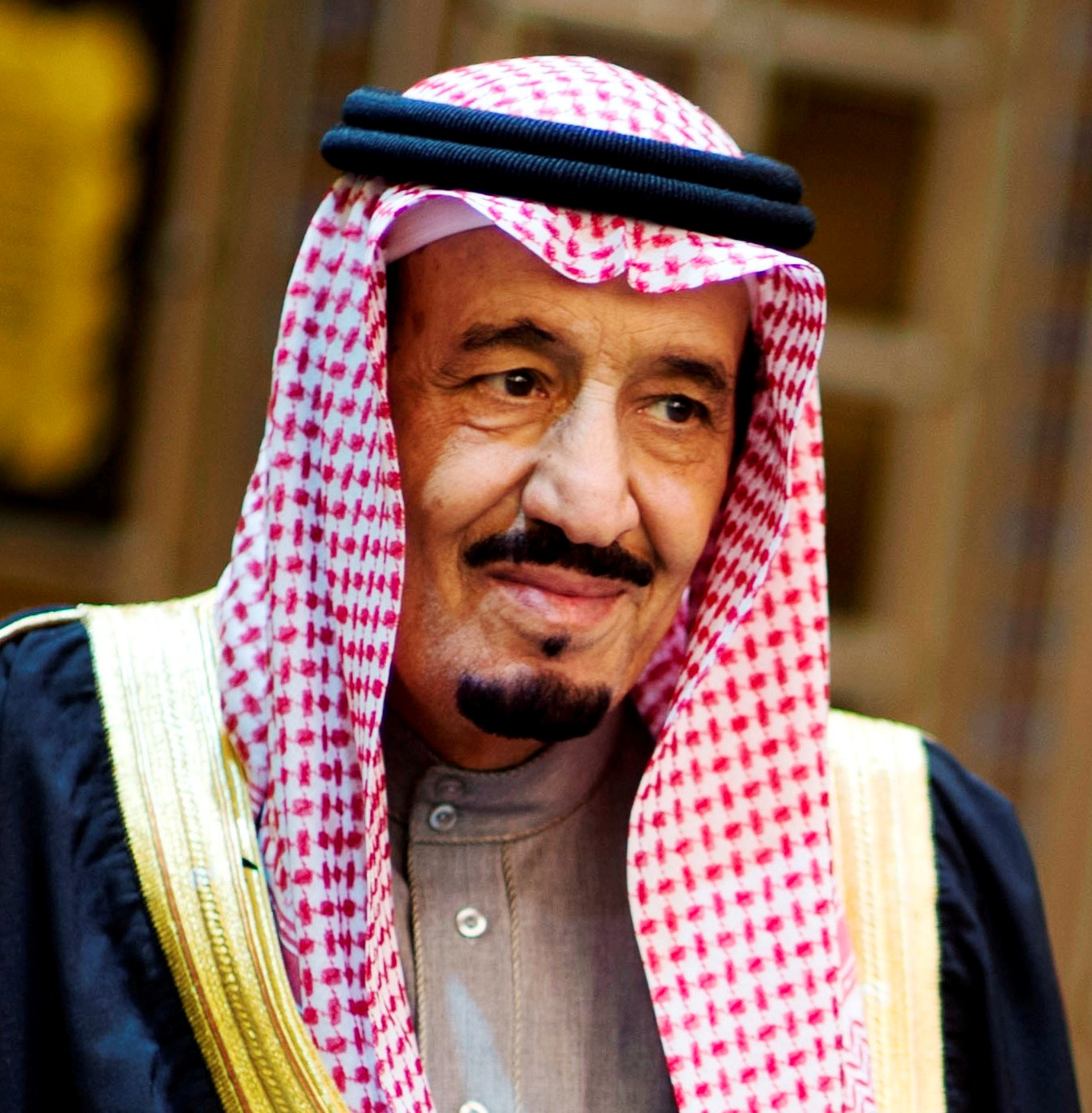
サルマーン国王

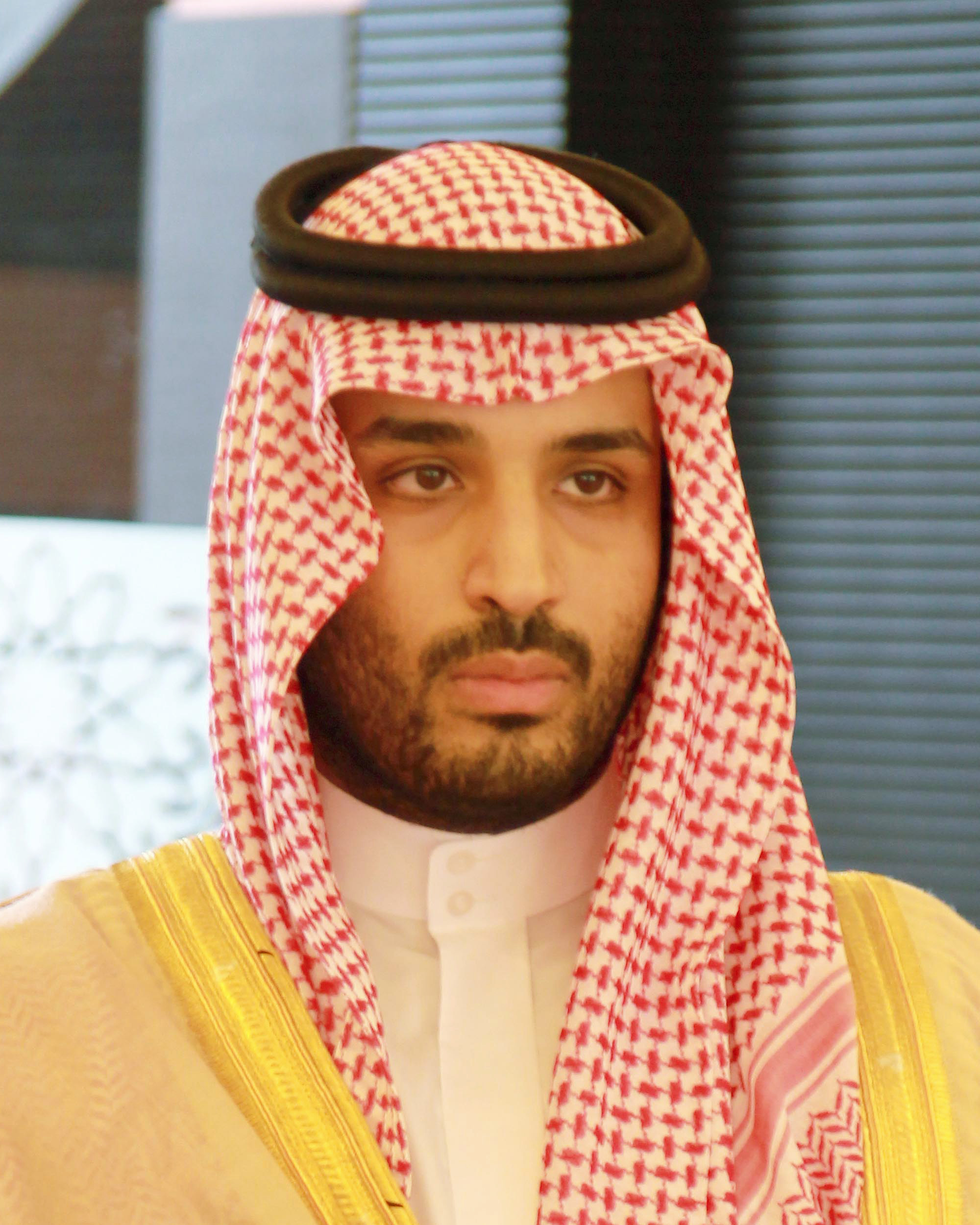
ムハンマド皇太子

政体はサウード家による絶対君主制であり、ワッハーブ主義に基づく厳格なイスラム教義を国の根幹としており政教一致体制である。国王(マリク)はワッハーブ派イマームを兼ね、要職は王族が独占している。王族の数が世界最大というギネス世界記録を持つ。サルマーン現国王は第2世代であるが現在は第6世代（国王予定者）まで誕生している。
建国以来、長年にわたって不文憲法を貫いていたが、ヒジュラ暦1412年シャアバーン27日（1993年3月1日）に公布された統治基本法が憲法の役割を果たすようになった。また、同時に諮問評議会法や地方行政法も発布され近代法治国家としての体裁が整えられた。
政府は統治基本法が憲法であるとしているが、一方でその第1条に「憲法はクルアーンおよびスンナとする」と明記されており、実態はクルアーンこそが『憲法』である。同じイスラム教でも、シーア派は敵視されている。

### 行政・立法
従来は内閣も議会も存在せず、勅令が法律公布と同義となり、行政も勅令の他、クルアーンやシャリーアに則って施行されてきたが、統治基本法公布によって選挙が行われ、内閣に相当する閣僚評議会や国会に相当する諮問評議会、そして地方議会も設置された。なお、地方議会は選挙がある。
首相格の閣僚評議会議長は長らく国王が兼任してきたが、第7代国王のサルマンは2022年9月27日に皇太子のムハンマド・ビン・サルマーンを閣僚評議会議長に任命した。
国内は13の州に分割されている。勅任の知事（アミール）が就任するがサウード家出身者以外は認められない。

#### 税制
税金のない国と言われることもあるが、実際には統治基本法にザカート税（喜捨の義務）が明記されており、ザカート税法の規程が存在する。徴税管轄は「所得税およびザカート税省」が担う。属人主義であるシャリーアを基準とするため、サウジアラビア人と外国人では適用される税法が異なる。税率的にはほとんど変わらないが、サウジアラビア人にはザカート税を、外国人には所得税や人頭税を課す。
税金がないといわれる一因には、ワッハーブ派の法理ではザカートとワクフ以外の財産徴収はシャリーアに反する搾取であると考えられているため、欧米で言うところの税金は搾取であり憲法違反であるとされているからである。これはオイルマネーで潤っているからというわけでもなく、油田発見以前の貧しい国だった時代にも初代国王が欧米式の税制を導入しようとした時にイスラムに反するとして猛反対されて実施されなかった過去がある。ザカート、ワクフは欧米の税金とは違うものである、とする主張を採用すれば税金のない国となる。近年では、消費税や水道税など新たな税が導入され王族への特権も廃止された。
長らくオイルマネーにより潤沢な国家財政が確保されてきたが、2010年代後半以降、原油価格が下落する局面では、公共事業の見直しなど緊縮財政を余儀なくされ始め、2018年1月1日に5％の付加価値税（VAT）の導入も行われた。加えて2020年前半には、原油価格の暴落と2019新型コロナウイルスの感染拡大に伴う世界的な景気減退が発生。サウジアラビアは同年6月より国際協調の下、原油生産量を削減して原油価格の上昇を図ることとなったが、生産減により生じる財政の穴を埋めるため、同年7月より付加価値税の税率を5%から15%へ引き上げることとなった。

### 司法
サウジアラビアでは宗教が法律となり、コーランに基づくシャリーア（イスラム法）により統治が行われている。しかし、実際は部族的慣習がそのまま社会的慣習となっているケースが多く、これが数々の矛盾を孕んでいるため、他のイスラム圏では見られない独特の環境を生み出している。近年では、この複雑な法体系の近代化が進められ、大幅に制度改革が実施されている。
司法は原則としてワッハーブ派に基づいて執行されることになっているが、東部州のシーア派住民は、例外的に法務省の下位機関であるシーア派裁判所のシーア派裁判官（カーディー）による裁判権が認められている。このため一国に二種類の刑法と民法が存在するという複雑な事情があり、どちらの裁判所によって判決が出されるかによって、適用される法律が異なる場合もある。ただしシーア派に認められているのは24条にある、刑法と婚姻、遺産相続、ワクフのみであり、ワッハーブ派住民とシーア派住民の間で訴訟になった場合には、ワッハーブ派の法が優先される差別的な状況になっている。
かつては通常の警察組織とは別に、勧善懲悪委員会（宗教警察）が厳しい取り締まりを行っており、違反者は外国人であっても問答無用で逮捕されていた。しかし国内外でも不満の声が強くなったことに加え、改革路線を強めるムハンマド・ビン・サルマーン皇太子の意向により宗教警察の逮捕権は縮小された。
原則的に女性と男性は完全に区別されている。公共の場所でのアバヤ（コート）、ヒジャーブ（スカーフ）、ニカーブ（ベール）の着用は、一般にサウジアラビアの習慣について語る際にしばし用いられる特徴的なことであろう。女性による自動車の運転も世界で唯一禁止されてきたが（イスラムでは禁じられていない）、2017年9月26日にサルマーン国王が運転を許可する勅令を出し、2018年6月24日解禁された。結婚、就職、旅行など全ての行為について、女性は父またはその男兄弟（即ち、伯父または叔父）、夫などの「男性保護者」の許可が必要である。このシステムは20世紀初頭までのアジアでのいわゆる「三従」に似る。しかしながらこの制度を守っているものは実際には少なくムハンマド・ビン・サルマーン皇太子の改革で徐々に制限が解かれている。2019年8月には男性後見人制度は実質廃止された。
裁判はアラビア語のみで行われ、仮に被告がアラビア語を理解できなくても通訳なしで一方的に進められる。また、証人はイスラム教徒の男性がアラビア語で証言しなければ証拠能力を認めない。このため、アラビア語を理解できない外国人労働者には極めて不利な裁判になる。
酒やポルノ類の持込などに対しては、重刑が課せられる。イスラム思想に則り法整備をしており、麻薬、強姦、殺人、同性愛においては死刑となる。また窃盗においては手首切断や、飲酒においては鞭打ち刑などの身体刑を行っている(鞭打ち刑は2020年4月サウジアラビア最高裁により廃止)。裁判についても、被告人が外国人である場合、理解できないアラビア語で公判が進められたりするため、公平でない上、判決を容認しない場合は、弁護士などは資格を剥奪される。これらの法令は西欧各国のメディアにより非難されている。
2005年5月には、スリランカから出稼ぎに来ていたリザナ・ナシカというメイド（事件当時17歳）の与えたミルクが乳児の気管に詰まり、救命措置を取ったにもかかわらず死亡してしまった。これが公判では事故死ではなく殺人であると判定され、死刑が宣告された。スリランカ政府は寛大な処分を求めたにもかかわらず、2013年1月、斬首刑が執行された。
ムハンマドの慣例に従い、9歳女子との結婚を認めるというイスラーム法が存在するため、10歳前後での早婚も公に認められている。一例として親の借金のかたに結婚させられる8歳の幼女までも存在し、上記のイスラーム法に定められた年齢になるまで性行為を行わないことを条件に結婚の継続が承認されている。これに関しては批判も少なくないが、サウジの大ムフティーであるアブドルアジズ・アール＝アッシャイフが、イスラーム法上10歳の少女でも結婚・性行為の対象とすることができ、批判者は少女への不正義を行っていると逆に批判した。
名誉殺人も存在しているとされ、認められれば罪に問われないことが多い。一例として家族を他の宗教に改宗させようとした外国人とその家族を射殺した男は、名誉殺人と認定され無罪判決が下った。しかしながらサウジの諮問評議会はこれらの問題に対し対策を促しており、幼女との結婚や名誉殺人は一般大衆にも認められていないという点には注意すべきである。また、同性愛の罪で死刑に処せられた者は確認されておらず、斬首もテロリストなどの重罪犯にしか適用されず、窃盗もほぼ全員が5年以下の懲役ですんでいる。最近はハッド刑はなくなってきているともされる。なお、斬首より軽いとされるのが銃殺、その下が一般的な絞首刑である。
2019年末には男女分離政策（レストランなどにおける）の撤廃を宣言した。しかしながら、最近は男女分離撤廃を大衆が自然に遂行している。またディーヤと呼ばれる制度があり、被害者の法定相続人が加害者を許した場合は罪に問われない。これは金銭によって示談になった場合にも適用される。2020年1月1日には、一日五回の礼拝の時間も（実質24時間）仕事や店の営業を許可した。

#### 司法改革の歴史
保守的なサウジアラビアの司法制度であるが、近年になってからはさまざまな司法制度改革が行われている。まず、建国以来、長年にわたって憲法がなかったが、1993年3月1日に公布された統治基本法が実質的な憲法となった。そして長らくシャリーアでは特許や著作権などの欧米では一般的な権利について認めていなかったが、1989年に特許と著作権に関する法律が施行され、1990年には特許を認定する特許局が設置された。サウジアラビア人の特許が初めて認められたのは1996年のことである。特許は15年間有効とされ、さらに5年間の延長が可能である。ただし、サウジアラビアで公式の暦はヒジュラ暦であり、1年がグレゴリオ暦にくらべて11日ほど短いため、期限切れがグレゴリオ暦のそれよりも若干早く来るという特徴がある。
2007年10月の勅令に始まり、さらに2009年2月14日の勅令で大規模な司法制度改革が行われた。今までの最高司法委員会に代わり最高裁判所、控訴裁判所、普通裁判所が設置され、日本や欧米のような三審制の裁判が行えるようになった。続く2009年2月14日の勅令では大規模な人事異動が実施され、初めての女性副大臣が誕生するなどリベラル派人材への大幅入れ替えが実施されている。

### 人権
国際人権規約（自由権、社会権）に批准しておらず、厳格にシャリーアを執行する姿勢に対して、欧米諸国から批判が多々ある。しかし、批判国に対する石油輸出停止などの経済制裁をたびたび実行しているため、これらの報復を恐れて国交断絶や経済制裁などを発動する先進国は皆無となっている。また中東有数の親米国家であることから、アメリカ合衆国は、アメリカ中央軍の部隊を駐留させて中東の反米諸国を牽制している。
基本統治法は第26条で「王国はイスラーム法にのっとり人間の権利を保護するものとする」と明文規定するが、ここに定める「人間の権利」とはイスラム法（シャリーア）における権利であって、西洋的な「人権」とは異なる概念である。
また、雇用主による外国人就労者に対するパスポートの取り上げ（スポンサー制度）も横行しており、国際労働機関から再三にわたり改善勧告を受けている。近年、スポンサー制度を一括管理する民間機関の設置が議論されているが、本格的な実施には至っていない。
2014年2月には、「社会の安全や国家の安定を損なう」全ての犯罪行為、「国家の名声や立場に背く」行為をテロリズムと判じ、処罰対象にする対テロ法を施行した。これにより捜査当局は「容疑者」の尾行や盗聴、家宅捜索が可能になる。ヒューマン・ライツ・ウォッチは「当局がすぐに平和的な反体制活動家に対して新法を利用するだろう」と警鐘を鳴らした。
2020年4月、サウジアラビア最高裁は、「世界の人権基準に合わせる」として、むち打ち刑の廃止を宣言した。

## 国際関係

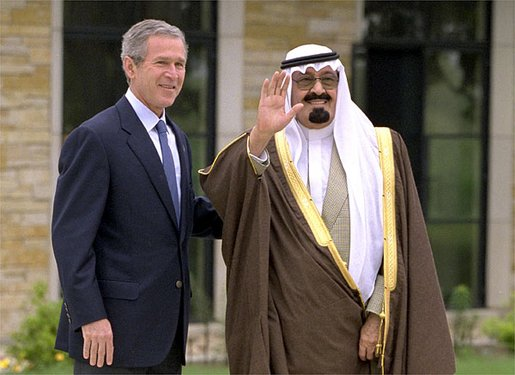
アブドゥッラー王太子とブッシュ米大統領 (両者ともに当時)

最初に国交を結んだ国はソビエト連邦であったが、サウジアラビア王国自体は反共主義と絶対王政と神権政治であったため、独立後、冷戦時はアメリカ合衆国や旧宗主国イギリスなどの西側諸国と緊密な関係を築いていた（ただし、冷戦時代でもアメリカに無断で中華人民共和国から弾道ミサイルを導入して摩擦もあった）。そのため、サウジアラビアの内政を西側諸国は表立っては非難しない最大の要因となっており、外交では常にサウジアラビアの姿勢・立場を擁護しており、同様にイスラム法をめぐる人権問題が取り上げられている反米国家イランに対する対応とは正反対となっている。
一方で湾岸協力会議やイスラム協力機構の盟主として、湾岸アラブ諸国とイスラム圏（特にスンナ派）に影響力を持つことから、ユダヤ人国家であるイスラエルを承認していなかったが、近年は国交正常化に向けた動きもある。また、両国ともにイランと対立してアメリカやイギリスとの関係が深い共通点があることから協調することもある。また歴史的な関係が深く、ともに王室が存在するスペインとは王室同士の交流が頻繁にあるなど、元来友好関係が深い。なお、タイ王国とはブルーダイヤモンド事件が起きた。さらにウガンダのイディ・アミン、パキスタンのナワーズ・シャリーフ、チュニジアのザイン・アル＝アービディーン・ベン・アリーなどの亡命も受け入れた。

### 日本との関係
日本とは1970年代に田中角栄の特使で訪問した三木武夫が、親アラブ外交を約束した際の対日石油供給制限解除以来、日本最大の原油輸入先なこともあって経済的に密接な関係にある。一方でサウジアラビア王国とは文化の大きな違いがあるため、宮内庁は日本の皇室のサウジアラビアへの接近には極めて慎重であるが、経済的理由からサウジアラビア王国とのつながりを深めたい内閣などの強い要望で、天皇徳仁が皇太子時代に複数回訪問したことがあり、アブドラ国王崩御の際にも訪問している。

### イランとの関係
シーア派のイランとは、同じ君主制で比較的友好関係 にあったパフラヴィー朝を打倒したイスラム革命後に激しい敵対関係となり、イラン・イラク戦争ではスンニ派のイラクのサッダーム・フセイン政権をサウジアラビアは湾岸アラブ諸国を主導して支援し、湾岸戦争が起きる1991年まで外交関係もなかった。2016年1月2日にはサウジアラビア王国がシーア派の有力指導者を処刑したことをきっかけにイランの首都テヘランにあるサウジアラビア大使館が襲撃され、その際イランとの国交を断絶した。なお、これにバーレーン、スーダンも続いてイランとの断交を表明した。
しかし、2023年3月に中国の仲介によってイランと国交正常化で合意している。同年6月6日、両国は大使館を7年ぶりに再開させた。イランのビクデリ副外相は「イランとサウジにとって歴史的な日だ。地域の安定や繁栄、発展に向けた協力が進むだろう」と語った。
また、イランの同盟国でシーア派に近いアラウィー派であるシリアのアサド政権とも強く敵対してきた。さらにシリアに軍事基地を置くロシアとの関係も、冷戦時代のソ連のアフガニスタン侵攻やチェチェン紛争、シリア内戦でムジャヒディンの反政府組織を支援したこともあって親密ではない。

## 軍事
基本統治法33条によればサウジアラビア軍が守るべきものの優先順位は一に「イスラム教義」、二に「二聖モスク」（マスジド・ハラームと預言者のモスク）、三番目が「社会と祖国」であり、「国民」の防衛は含まれていない。少なくとも建前の上では、国民及びその権利を守ることを第一とした民主国家の軍とは基本理念が異なる。
アメリカ軍と親密な関係を持ち、アメリカ中央軍の部隊駐留を認め、キング・ハリド軍事都市など国内にいくつもの米軍基地を置かせている。兵站に必要な軍事施設同士の道路交通網などもアメリカによって整備されている。安全保障政策では西側諸国と歩調を揃えているが、中国が主導する上海協力機構にも参加している。
装備も西側諸国のものだけでなく、例えば中国からは弾道ミサイルのDF-3と無人攻撃機の翼竜や彩虹4、自走砲のPLZ-45を導入している。また、軍部と軍事産業との汚職もあり、特に、駐米大使を長く務めたバンダル・ビン・スルターン王子（当時国防大臣だったスルターン皇太子の息子。2012年から2014年まで総合情報庁長官）は1982年のF-15の輸入に際してアメリカ議会で強力なロビー活動を展開し、またBAEシステムズとの400億ポンドにのぼる取引でも王子側に10億ポンドの賄賂が渡ったことが明らかになっている。2011年の軍事支出は485億USドルと若干の増加傾向にある。
使用する兵器の大半は輸入に頼っているが、国産のファハド装甲車や無人機を生産するなど、工業基盤の成熟に伴い兵器の国産化を始めている。湾岸戦争とイラク戦争では後方基地としての役目を担っていた。なお志願制であり、職業軍人によって構成されている。
- 正規軍
  - サウジアラビア陸軍
  - サウジアラビア海軍
  - サウジアラビア空軍
  - サウジアラビア防空軍
  - サウジアラビア戦略ミサイル軍
- 準軍事組織
  - サウジアラビア国家警備隊
  - サウジアラビア王室警備隊
  - サウジアラビア国境警備隊
  - サウジアラビア総合情報庁
  - 武装警察
  - サウジライトニングフォース

## 地理

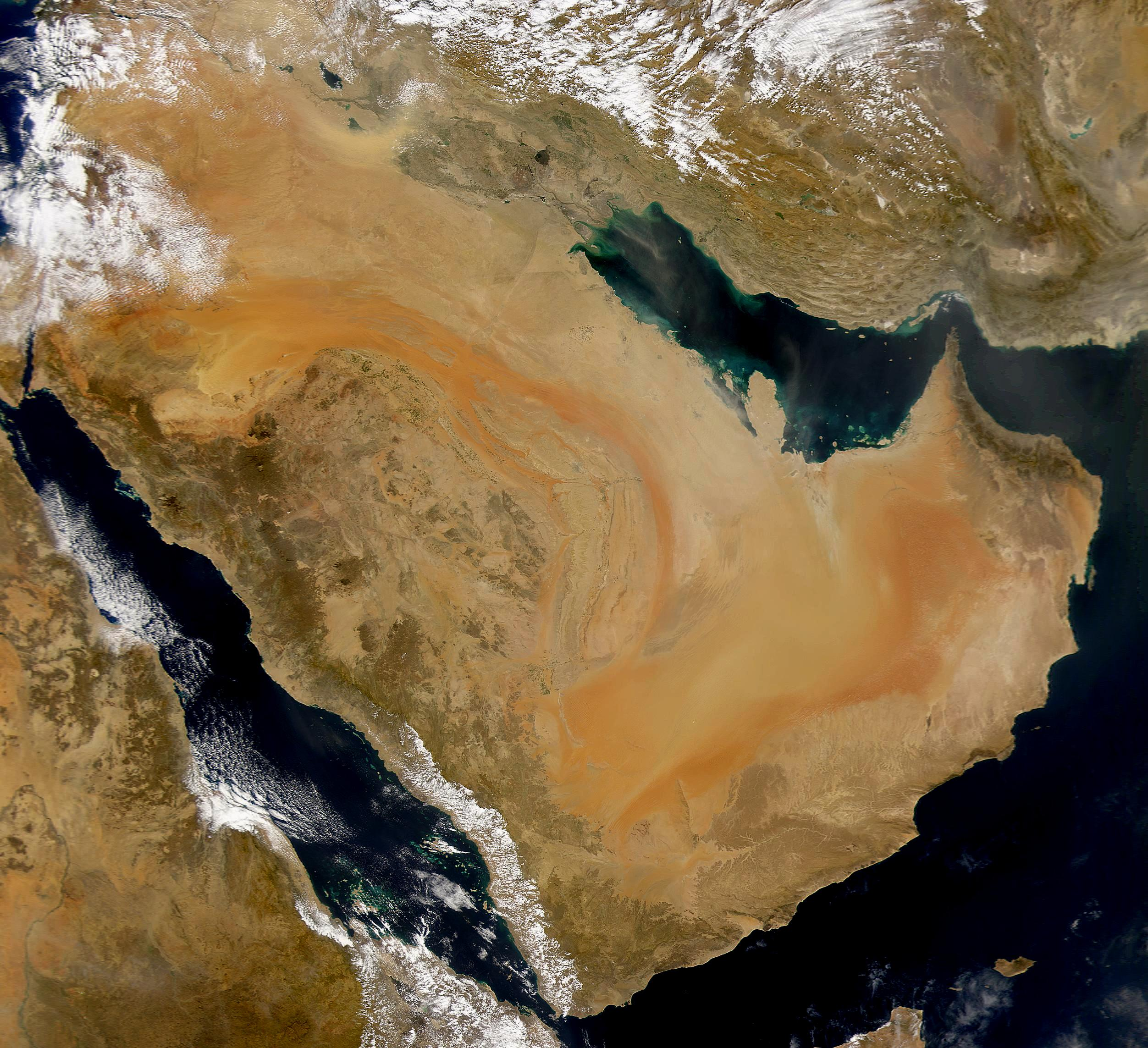
アラビア半島の衛星画像

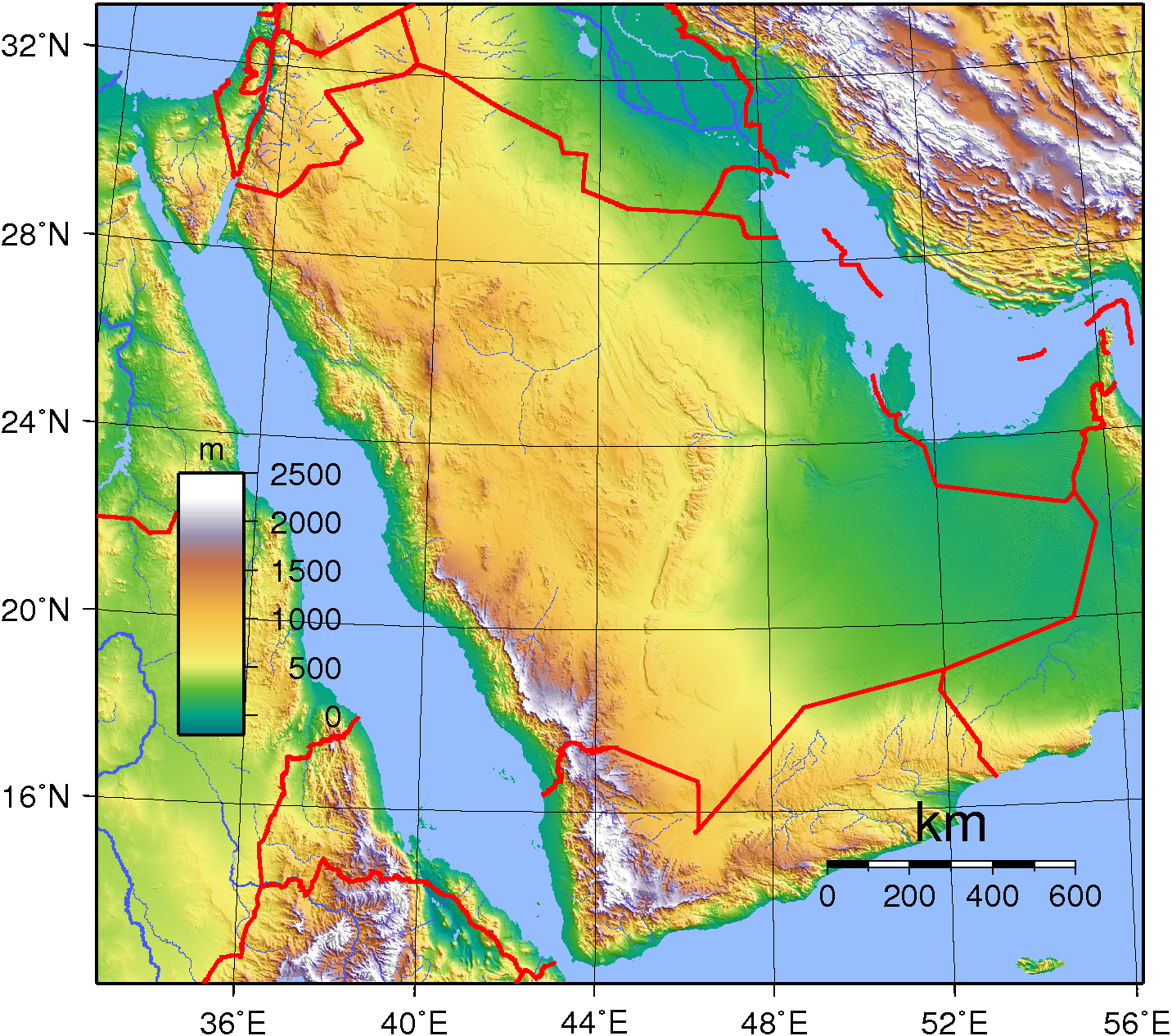
サウジアラビアの地勢図

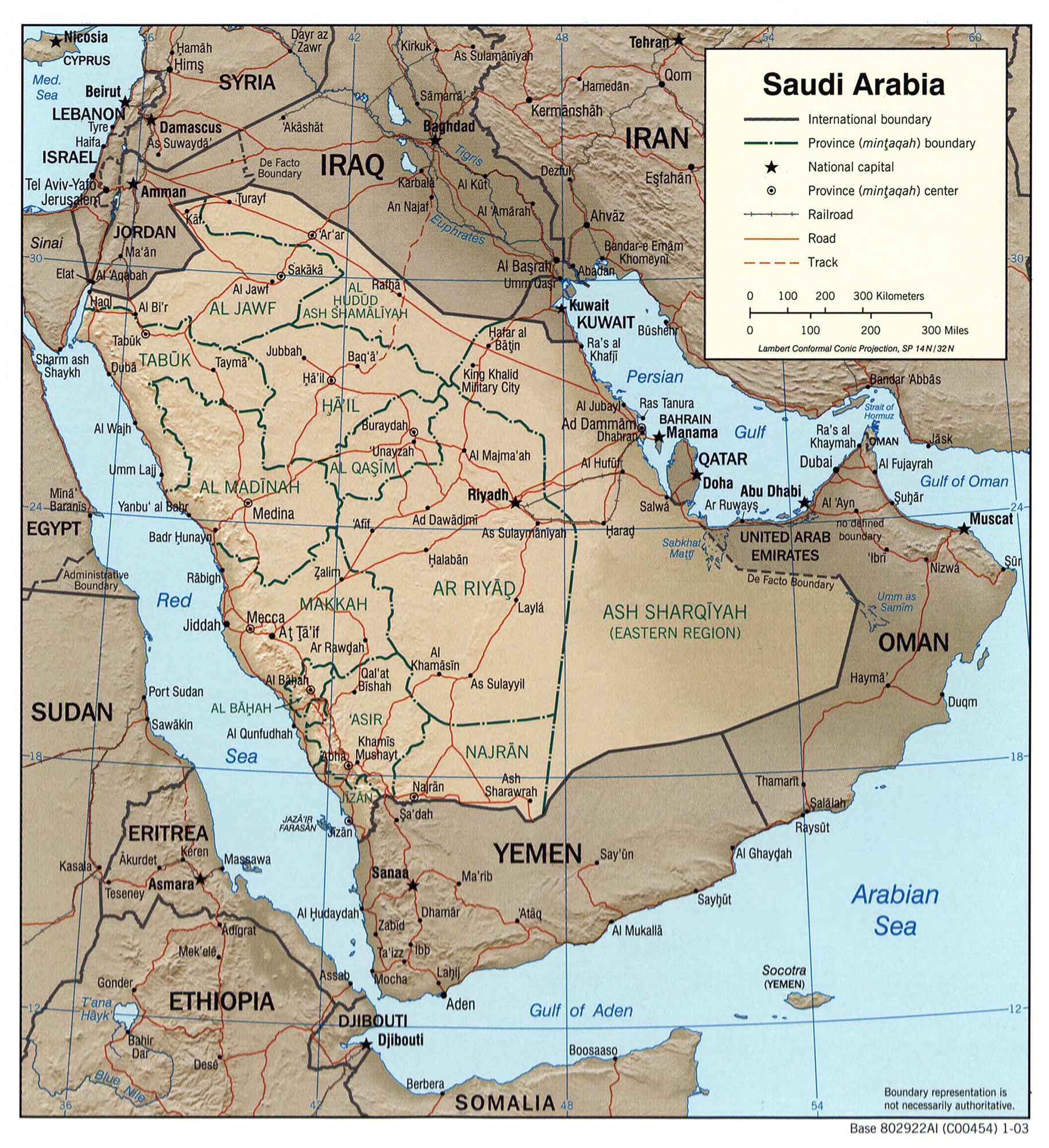
サウジアラビアの地図

アラビア半島の大部分を占め、紅海、ペルシア湾に面する。中東地域においては面積が最大級である。北はクウェート、イラク、ヨルダン、南はイエメン、オマーン、アラブ首長国連邦、カタールと国境を接する。
かつては、イエメン、オマーン、アラブ首長国連邦との国境線は大部分が未画定であったが、2000年までにすべて画定した。アラブ首長国連邦との国境は1974年の条約によって一時画定し、これによりサウジアラビアはアル・アイン周辺の数ヶ村をアラブ首長国連邦へ譲り渡す代わりにカタールとアブダビとの間のペルシア湾に面した地域の割譲を受けて、アラブ首長国連邦とカタールとは国境を接しなくなった。しかし2006年にアラブ首長国連邦政府はふたたび割譲した地域の領有権を主張し、紛争が再燃した。
クウェートおよびイラクとの国境は、1922年のオカイル議定書によって画定されたが、このときの国境には、両国の間に中立地帯が設けられていた。クウェートとの中立地帯は1970年に、イラクとの中立地帯は1991年に消滅した。
国土の大部分は砂漠で、北部にネフド砂漠、南部にルブアルハリ砂漠（広さ25万平方km）があり、その間をアッダハナと呼ばれる長さ1,500kmに及ぶ砂丘地帯が結ぶ。鉄分を含むため赤色を呈し、衛星画像で弓状に曲がった地形が識別できる。砂漠と紅海の間には中央山地（北のヒジャーズ山地から南東のアシール山地）があり、標高2,500ｍ前後に達する。その間のマッカ州、バーハ州、アスィール州にかけては標高2,000mを超える高原地帯が広がっている。南部には国内最高地点であるサウダ山（標高3,313m）がそびえる。

### 気候
気候は砂漠気候で夏は平均45°C、春と秋は29°Cで、冬はまれに零下になり、標高2,000mの高原地帯では過去に積雪も観測されている。ジッダやダンマームなどの沿岸部は高温多湿、リヤドなどの内陸部は高温乾燥となり内陸部は昼夜の気温差が大きい。標高1,500-2,200mに位置するターイフ、ハミース・ムシャイト、アブハー、バーハなどが位置する高原地帯は避暑地となり快適な気候となる。インド洋モンスーンの影響を受けるバーハ州、アスィール州は降水量が多く、年間降水量が200mm-500mmに達する。

## 行政区画
国内には13の州があるが、知事は、すべて王族が勅任されている。

### 主要都市

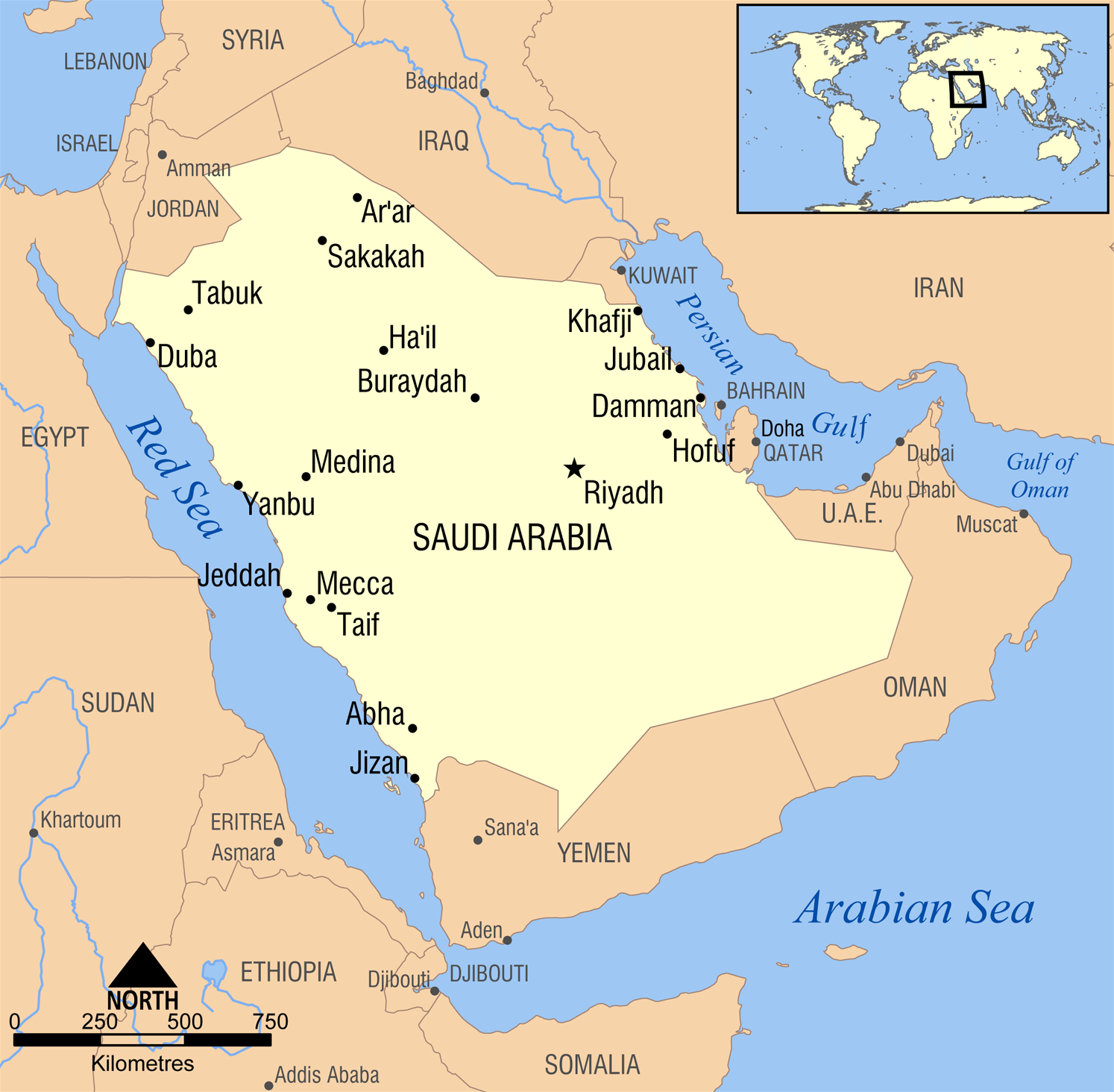
サウジアラビアの都市の位置

- リヤド（リヤード：首都、650万、標高612 m）
- ジッダ（ジェッダ：397万、標高12 m）
- メッカ（マッカ：191万、標高277 m）
- マディーナ（メディナ：127万、標高608 m）
- フフーフ（アル・フフーフ：113万、標高154 m）
- ターイフ（110万、標高1,879 m）
- ダンマーム（ダンマン：97万）
- ブライダ（65万）
- アル＝フバル（62万）
- タブーク（60万、標高760 m）
- カティーフ（55万）
- ハミース・ムシャイト（54万、標高2,066 m）
- ハーイル（44万、標高992 m）
- アル＝ジュバイル（41万） - ロイヤルコミッション（英語版）（Royal Commission for Jubail and Yanbu）管轄の石油工業団地都市
- アブハー（39万、標高2,270 m）
- ナジュラーン（35万、標高1,293 m）
- ヤンブー（ヤンブウ：32万）
- バーハ（アル・バハ：10万、標高2,155 m）
- ジーザーン（ジャーザーン：10万、標高40 m）

## 交通
西部にはイスラム教の2大聖地であるメッカとマディーナがあり、世界各地から巡礼者が訪れる。2007年からは非ムスリムに対しても団体ツアーのみ観光ビザが発行されるようになった。個人には発行されていなかったが、2019年9月28日より個人旅行者に対しても観光ビザが発行されるようになった。2019年9月28日以前について、個人入国を認める査証は巡礼（巡礼ビザ、ムスリムのみ）か政府や各種団体（外交官ビザ、公用ビザ）、現地企業の招聘による仕事（商用短期訪問ビザ）、サウジアラビア在留者の家族（家族訪問ビザ）の場合のみ発行されていた。女性は既婚者が原則で夫または男性の近親者同伴、単独の場合は30歳以上であることが条件。
国営航空会社のサウジアラビア航空が世界各国を結んでいる他、外国航空会社がリヤードやジッダなどの主要都市に乗り入れている。
世界で唯一女性が自動車を運転することが禁止されていた国であるが、2017年9月に解禁される方針が発表された（法的に禁止しているわけではないが運転免許の発給がされず、社会通念的にも運転は禁止されていると見なされた）。ただし、女性が財産として自動車を所有することは禁止されていない。このため、女性が自動車を利用する場合は運転手を雇うか、親族男性に運転してもらわなければならなかった。政府の統計によると、サウジアラビアの家庭が雇う男性運転手の数は約140万人で、多くは海外からの出稼ぎ労働者であった。そして、2018年6月24日女性の運転が解禁された。
鉄道ではかつてはヒジャーズ鉄道が運行されていたが現在は廃止になっている。現代はサウジアラビア鉄道公社によってリヤド - ダンマーム間に旅客路線が運行されている。またハラマイン高速鉄道が建設されている。その他都市鉄道としてメッカにメッカ・メトロが運行され、リヤドでもリヤド・メトロの建設が進められている。ガルフ鉄道構想もある。

## 経済
2015年のGDPは約6,320億ドルであり、日本の近畿地方よりやや小さい経済規模である。同年の一人当たりGDPは2万138ドルである。サウジアラビアはG20の一員であり、2024年1月1日からはBRICSにも加盟する。巨大企業はサウディア、サウジアラムコ、サウジ基礎産業公社、キングダム・ホールディング・カンパニー、サウディ・ビンラディン・グループ、パブリック・インベストメント・ファンドなど、石油関連の国営や王族が経営する企業であり、純粋な株式会社は少ない。
OPECの盟主的存在であり、石油などの天然資源の採掘と輸出が主な外貨獲得源（石油が外貨収入の約75%を占めている）となっている他、これらで獲得した外貨を世界各国で投資運用している。中央銀行は1952年に設立された通貨庁であり、ソブリン・ウエルス・ファンド（政府系投資ファンド）としても知られている。金融センターとしても整備されており著名な投資家も多いが、2010年9月、英国のシンクタンクのZ/Yenグループによると、首都リヤドは世界第69位の金融センターと評価されており、中東ではドバイ、カタール、バーレーンと比較するとまだ出遅れている。
製造業などは小規模なものしか存在していない。巡礼者や業務渡航以外の一般観光客を受け入れていなかったことから観光業は低調であり、メッカの巡礼者を相手にするだけであった。こうした状況を打開するために、ムハンマド・ビン・サルマーンが中心となり、一般向けの観光ビザの解禁による観光産業、外国資本受け入れによるIT産業、半導体製造など新たな産業を育成する改革プラン「ビジョン2030」を打ち出すなどしているが、法整備の遅れなどにより天然資源開発関連以外の分野においては外国資本導入が進んでいない。

## 水資源
サウジアラビアの水資源は、古くはオアシスなどの湧水と井戸からの取水に頼ってきた。聖地メッカではザムザムの泉と呼ばれる湧水を頼りに定住生活が営まれてきた。1932年に300メートル以上の深井戸の掘削に成功すると化石水の採取により水の供給量は大幅に増加し農業生産を支えている。汲み上げられる地下水は、アラビア半島が湿潤だった1万年以上前に降った雨水が地下の帯水層に閉じこめられた化石水であり、今後補給されることはほぼない。このため各地の井戸では水位の低下が深刻化し、現在のペースで水を使い続ければ、地下水資源は2040年までに枯渇すると予測されている。
サウジアラビアは世界最大の海水淡水化プラント稼働国である。その多くは省エネの逆浸透法 (RO:Reverse Osmosis) 海水淡水化プラントであり自力で建設し自国に逆浸透膜 (RO膜) 工場をつくるなど特にサウジ政府は力を入れている。その88%は農業用水で残りは工業用水と飲料水に使われている。20余りの主要都市に人口の80%が集中し、都市部ではオアシスや地下水の水源だけでは全く不足するため、海水淡水化プラントからの供給無しには生活できない。アシュベールにある世界最大のプラントは毎日100万トンを生産しており、国全体では年間で12億2千万立方メートルの水を海水淡水化によって得ている。プラントの多くは1970～1980年代に建設されており、2000年ごろから多くのプラントが老朽化を迎え始め、メンテナンスと建て替えのために多くの事業が日本を始めとする海外へ発注されている。
主要都市では下水を再処理して都市周辺の農業用水に回すための浄化施設がある。海水淡水化プラントから供給される水は1リットルあたり2リヤルのコストがかかり、さらに内陸部へ送水するのに1 - 2リヤルのコストがかかるため、大変に高価な水である。しかし、水道代は10トン1リヤルほどで、一般家庭の水道代が1か月4リヤルを超えることはあまりない。送水設備とコストの関係から主要都市部以外への送水はあまり活発ではなく、地方では古来からの井戸とオアシスの水源に頼っている。地方の内陸都市などではダムをつくり雨水をためてそれを使っており、リヤドの真ん中を通るワディ・ハニーファもダムなどによって川と化している。海水淡水化プラント自体は、サウジ国内で15から20箇所ほどあるとされる。
リヤドなど内陸部でも毎年冬場になると数日は雨が降る。ただ、砂漠気候であるため、降雨はわずかな期間に集中、数日経てば再び乾燥するため水資源としての価値はない。近年になってからは降雨量は増加傾向にあり、雨が降ると都市の低地が水没するようになっている。もともと砂漠であるため都市部には排水路などの水害対策の設備が全くなく、毎年水害によって数十人の死者が出ている。膨大な地下水のくみ上げと淡水化プラントによって総雨量を超えるほどの水が使用されていることが原因ではないかと言われており、実際にここ20年あまりでサウジアラビアの気候が穏やかになってきている。

## 国民
| 国籍               | 国籍               | 国籍 | 国籍 | 国籍 |
| ------------------ | ------------------ | ---- | ---- | ---- |
|                    |                    |      |      |      |
| サウジアラビア国籍 | サウジアラビア国籍 |      | 69%  | 69%  |
| 外国籍             | 外国籍             |      | 31%  | 31%  |

### 民族

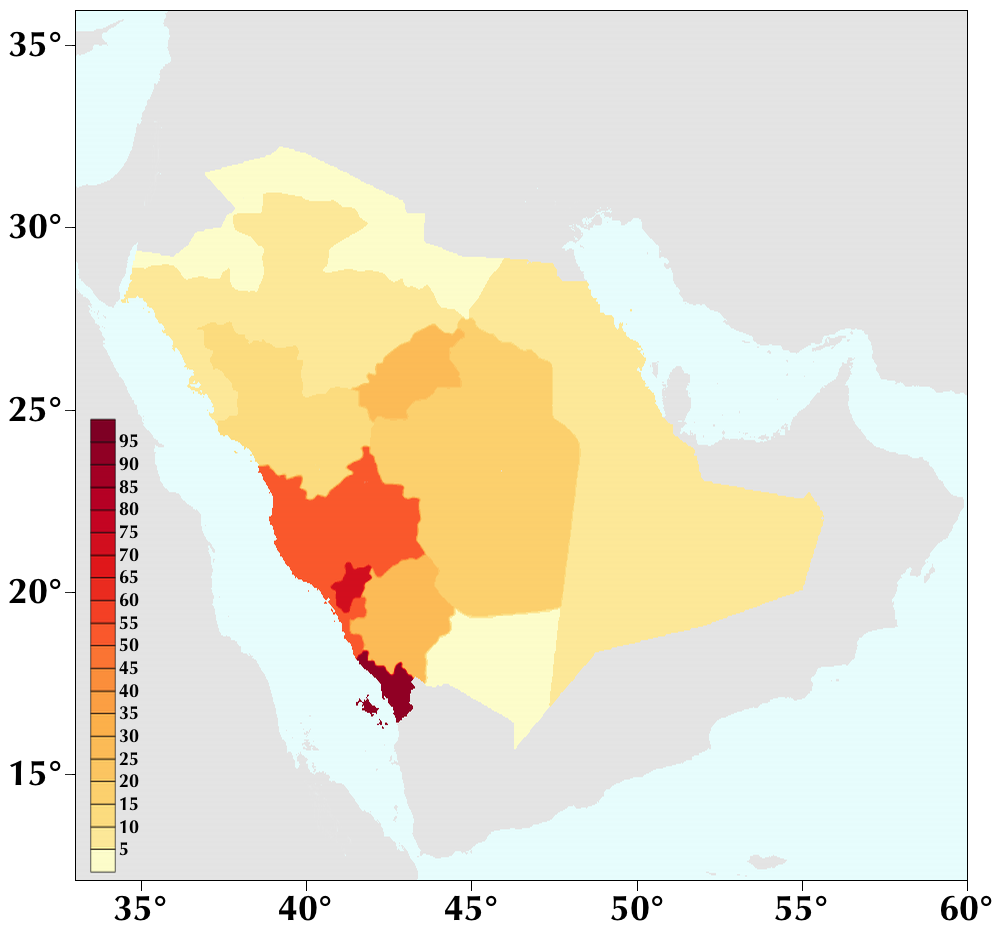
サウジアラビアの人口密度分布図

広大なアラビア半島には古来から続く無数の部族勢力が跋扈しており、サウード家による長年の中央集権化政策・部族解体政策にもかかわらずサウジアラビア人という民族意識の形成には至っていない。部族社会が定住民だけでなく遊牧民から形成されていること、各地に点在する少数派宗教なども状況を難しくしている。サウード家自身、中央集権化政策が頓挫するたびに部族間・宗教間のパワーバランスを権力保持に利用している。しかしながら、アラビア半島諸国の統一とオスマンへの反逆をワッハーブ運動の名の下成功させたという点では、サウジ人という意識もあり国民国家とも呼べる。
概ねサウジの住人は、サウジ国民という意識の前に「どの部族の出身か」（部族対立）、「どの地方の出身か」（地方対立）、「どの宗派を信じるか」（宗派対立）、「どの階級に属するか」（階級対立）で、自らを認識しているという。
統計局が発表した、2010年の人口統計は27,136,977人で、サウジアラビア国籍が18,707,576人と全体の69%に過ぎず、外国人が8,429,401人となっており、総人口の31%が外国人労働者である。最も多い外国人はインド人とパキスタン人でそれぞれ130万～150万人に達する。次いで、エジプト人、イエメン人、バングラデシュ人、フィリピン人、ヨルダン人、インドネシア人、スリランカ人、スーダン人などが多くなっている。労働省によると、登録されている家庭内労働者120万人のうち、女性48万人がメイド（アラビア語:خادمة）として登録されている。

### 言語
言語は公用語が古典アラビア語で、日常生活での共通口語は、サウジアラビアの現代口語アラビア語変種である。
- アラビア語ヒジャーズ方言 (約600万人) - アラビア半島の紅海沿岸の地方
- アラビア語ナジュド方言 (約800万人) - アラビア半島の中央部にある高原地帯
- アラビア語湾岸方言 (約20万人) - ペルシャ湾岸

外国人労働者の母語として、いくつかの言語が話されている。
- タガログ語 (約70万人)
- ロヒンギャ語 (約40万人)
- ウルドゥー語 (約38万人)
- アラビア語エジプト方言 (約30万人)

### 宗教
| 宗教構成（サウジアラビア） | 宗教構成（サウジアラビア） | 宗教構成（サウジアラビア） | 宗教構成（サウジアラビア） | 宗教構成（サウジアラビア） |
| -------------------------- | -------------------------- | -------------------------- | -------------------------- | -------------------------- |
|                            |                            |                            |                            |                            |
| イスラームスンナ派         | イスラームスンナ派         |                            | 85%                        | 85%                        |
| イスラームシーア派         | イスラームシーア派         |                            | 15%                        | 15%                        |

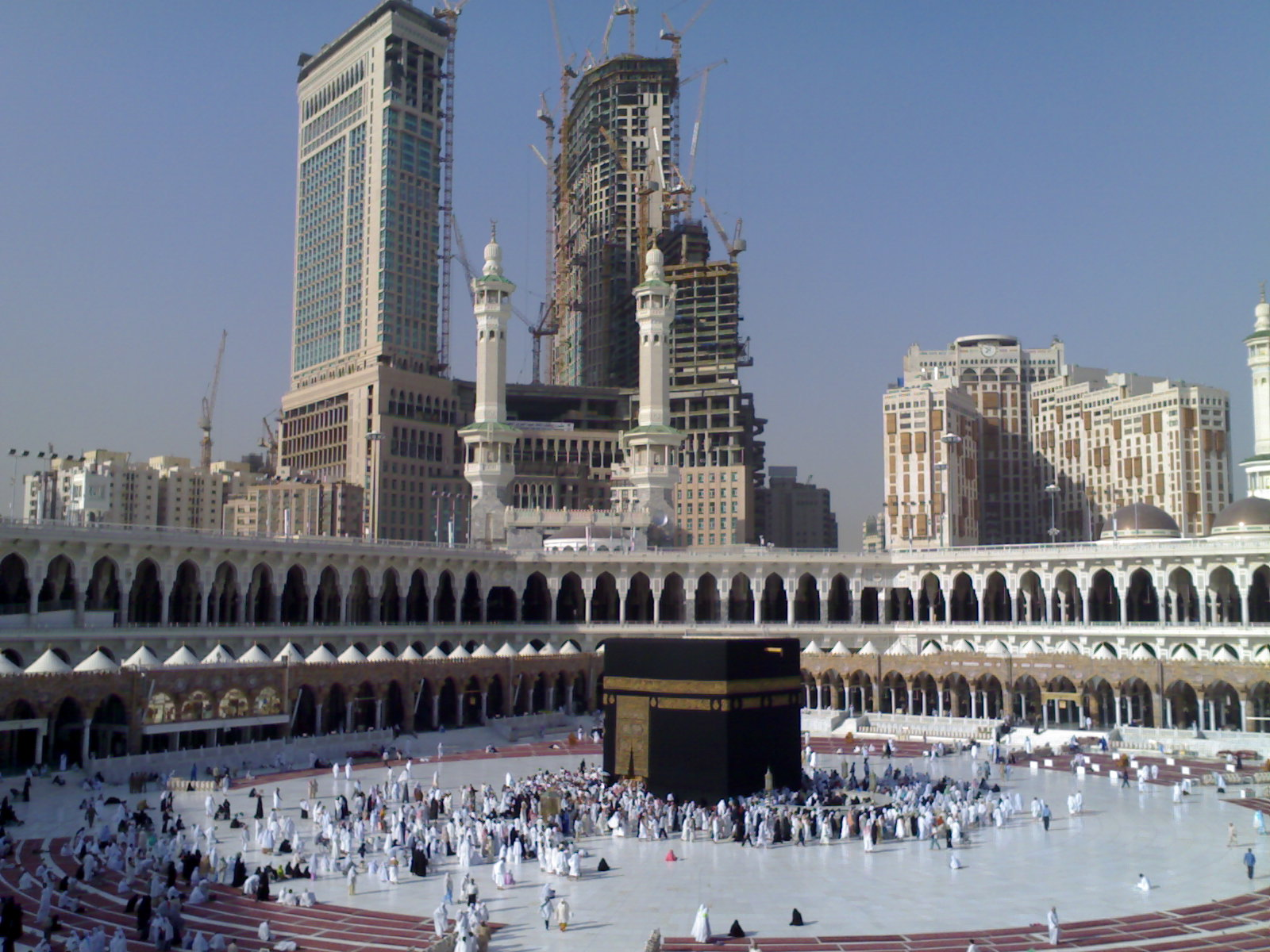
メッカのカアバ神殿

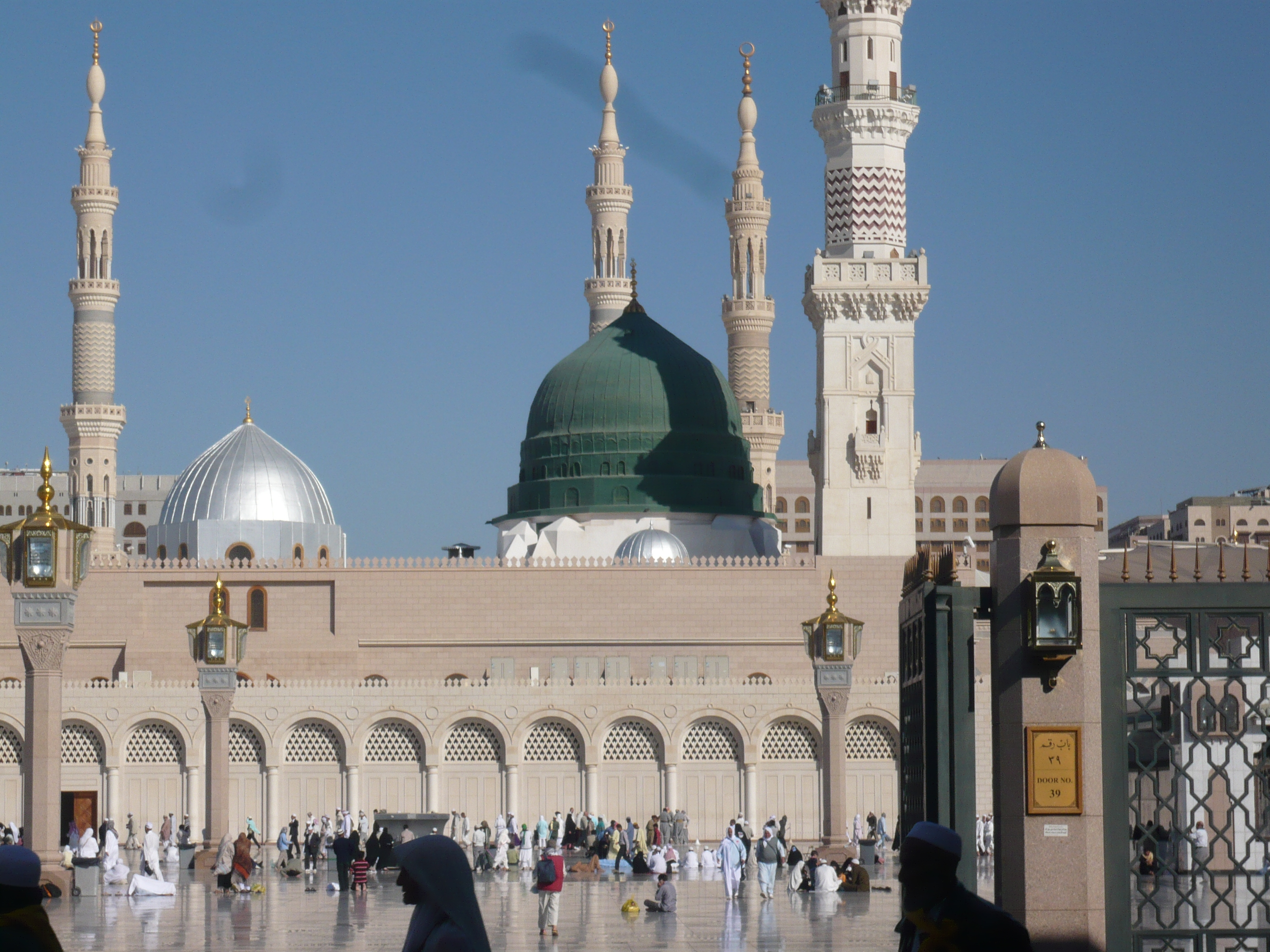
メディナのナバウィモスク

宗教はイスラームスンナ派が国教である。このため、国民が他の宗教を信仰することは禁じられており、サウジアラビア国籍の取得の際にもイスラム教への改宗が義務付けられている。西部にイスラームの聖地であるメッカがあるため、世界各地から巡礼者が訪れることもあってイスラム世界においての影響力は大きい。
このため、サウジアラビア国民はイスラム教徒が100%であると公表されているが、これは他の宗派や宗教の存在を公式に認めていないという建前上の見解によるものである。
実際には国内に多数のシーア派は住んでおり、財団法人中東経済研究所の調査によると、シーア派はイランと地理的に近い東部州に多く東部州の人口の42.5%を占めており、サウジ全土では6.4%になると推定されている。また、イエメンに近い南部のアブハーなどもシーア派（イスマーイール派、ザイド派）が多いとみられる。アメリカ合衆国中央情報局による統計では、スンナ派が85-90%、シーア派が10-15%と推計されている。
多数のシーア派の居住する東部地方は、アハサーと呼ばれていた地域で、サウジアラビアに併合された地域である。初代国王アブドル・アジーズは東部州を併合するのに際しシーア派住民による一定の自治を認めたが、時代と共に自治権を奪われ名目上は存在しないことにされてしまったという経緯がある。このため、長年にわたりシーア派の宗教機関は非合法な存在とされてきた。湾岸戦争以降は、反体制運動を行っていたシーア派を容認、和解した。
湾岸戦争以降は、他の宗派を容認する方向へ方針転換を行い、法律上もシーア派以外にも他宗教の存在を公式に認めている。近年では、他宗教の信仰も限定的ながら解禁されてきている。しかし、これは建前上のものとされ、地方では他宗派への差別的政策が執られている。
また、他宗教の容認は国政の一層のイスラーム化を求めるイスラム原理主義への改革運動の激化を引き起こし、サウジアラビア人によるイスラーム主義武装闘争派のテロを引き起こした。このため、各個人や集団による私的なジハードを禁止するために、国王の勅令がなければ禁止とする法令が出された。
国民の4%はキリスト教徒だとも言われているが、内務省の統計では外国人居住者（数十万人のアメリカ軍関係者と外国人）もキリスト教徒に含まれている。近年では宗教指導者たちが示す宗教的見解と民衆の生活の乖離が進み、国民が宗教的な指導に従わなくなってきており、宗教指導者がハラーム（禁忌）であるとファトワー（宗教見解）を出したものの、多くの民衆が禁忌に従わず利用を継続することが珍しくなくなった。代表的なものとしてポケモン、バレンタインデー、クリスマスなどがある。
民衆が宗教指導者の言うことを聞かなくなった結果、宗教指導者が今まで以上に原理主義的で過激な発言を繰り返したり、宗教警察である勧善懲悪委員会による取り締まりを過激化させる傾向にある。このような過激な発言がニュースで配信されたりしてネット上で話題になることがあるが、発言と実情がかけ離れていることが多い。2008年には過激派宗教指導者二人が国王によって解任されるなど、過激派宗教指導者はサウジアラビアでも排除され始めている。
サウジアラビア最高の宗教権威であった最高ウラマー会議は長年にわたりワッハーブ派が独占してきたが、近年になって近い学派であるシャーフィイー学派がわずかに参加するようになり、2009年2月14日に21名に増員されるとハナフィー学派とマーリク学派のウラマーも入った。これによってサウジアラビア最高の宗教権威であった最高ウラマー会議がワッハーブ派の独占ではなくなりスンナ派の四大法学派が全てそろったことになる。

### 婚姻と姓
アラブ社会に近現代日本のような姓は存在しない。その代わりに
- 本人のファーストネーム＋父の名前＋出身部族を示す語
- 本人のファーストネーム＋父の名前＋出身氏族を示す語
- 本人のファーストネーム＋父の名前＋先祖名由来の家名
- 本人のファーストネーム＋父の名前＋祖父の名前
- 本人のファーストネーム＋父の名前＋祖父の名前＋出身部族を示す語
- 本人のファーストネーム＋父の名前＋祖父の名前＋出身氏族を示す語
- 本人のファーストネーム＋父の名前＋祖父の名前＋先祖名由来の家名
- 本人のファーストネーム＋父の名前＋祖父の名前＋曽祖父の名前

といった形でその人物の出自が示され、これらがフルネームとして扱われている。
このうち本人のファーストネーム以降の部分を非アラブ諸国における姓・苗字/名字・家名に相当する部分として用いるため、サウジ人を含むアラブ人のラストネームは本人の父もしくはそれ以前の祖先の名前や一族が所属する部族の名前（多くは遠い父祖の名前由来）になっていることが一般的である。
これらは出自表示であり姓とは異なるため、結婚時に夫のラストネーム・家名に変更するといった改姓を行う習慣は存在せず、いわゆる夫婦別姓とは異なる概念となっている。いくつかのアラブ諸国では西洋風に結婚後夫のラストネームを名乗ることも行われているが、サウジアラビアでは一般的ではない。

## 教育
イスラム教を国教とする祭政一致国家のため宗教教育が重視されるが、自然科学や実技については不十分とされる。初等教育の段階でクルアーン（コーラン）の朗誦、講義を受ける。高等教育ではコンピューターや金融など第三次産業に関わるカリキュラムが組まれる。一方、初の工科系大学であり男女共学制のアブドラ王立科学技術大学 (KAUST) が、2009年9月に100億ドルの基金で設立された。また、シーア派を邪教とする教育が、シーア派を含むすべての国民に対して長らく行われてきたとされる。
2008年10月29日、これまで女性が学ぶことが困難であった医学、経営学、外国語などを教えるサウジアラビア初の女性専用の総合大学を創設することが国王アブドゥッラー・ビン・アブドゥルアズィーズ・アール・サウードによって決定され、リヤド郊外で起工式が行われた。
女子がスポーツを行う機会は限られており、ヒューマン・ライツ・ウォッチは、「公教育で女子の体育を禁じている唯一の国」として批判している。サウジアラビア教育省は、2013年5月、一部私立校で女子の体育の授業を認めると発表した。2012年のロンドンオリンピックに、初めて女性選手を送るなど、近年、僅かながらではあるが女子のスポーツへの門戸が徐々に開かれている。
中学校・高等学校において、「アニメから人間の成長や道徳心を学ぶ」ことを目的とし、アニメ視聴の導入を決定している。

## メディア
サウジアラビアはアラブ世界の衛星テレビ局や有料テレビ局にとって、重要な市場となっている。サウジアラビア系の大手放送会社としては、MBCグループ、ロタナ、サウジ放送局が挙げられる。サウジアラビア政府はこうしたメディアを厳格に監督し、正式な法令のもと制約下に置いている。そうした制約を減らすための変化も生まれているが、一方で政府の情報管理のための取り組みも国際的な注目を浴びてきた。2022年の時点で国境なき記者団は、サウジアラビアの報道機関は「非常に深刻な」状況にあると評価している。
1920年に湾岸地域ではじめて発刊されたファッラーをはじめ、湾岸地域の初期の新聞のほとんどはサウジアラビアで刊行された。1975年には、初の英字紙アラブ・ニュースも創刊されている。サウジアラビアで発行されている新聞は、すべて民間のものである
。
世界銀行によれば、サウジアラビアのインターネット利用率は2020年時点で98パーセントと、世界で8番目に高い。5G通信の普及度においても、世界有数の水準にある。電子商取引の市場規模では世界で27番目で、2021年には80億米ドルの価値があった。

## 文化

### 大衆文化
1965年からテレビ放送が始まったが、宗教指導者がテレビに対して否定的見解を示しているため、現在でもアパートなどでテレビ不可を入居条件に明記している所がある。娯楽番組の視聴には衛星放送が広く利用されており、同じアラビア語圏の番組が衛星放送を利用して視聴されている。近年では国営放送でも日本のアニメを放送するなど非常に軟化した態度を示すようになったが、これに反発した宗教指導者が2001年にポケモン禁止令を出した。しかし、数年後に事件が鎮火すると再び放送されており、ポケモン禁止直後にデジモンアドベンチャーが放送されるなど放送業界は柔軟な態度を示している。近年ではインターネットによる視聴も多いが、違法にアップロードされた海賊版も多い。2022年には、インターネットを介したアニメ視聴者数が1,300万人となり、人口の3分の1がアニメ視聴者というほどの割合に成長した。
派手なライフスタイルで知られる米国人のパリス・ヒルトンがサウジアラビアなどの中東でのみファッションブランドを展開し、その店舗はイスラム教の聖地メッカにも進出しているという事実があり、一般の欧米人よりも派手で身体の露出の大きい衣服を売り物にしたファッションブランドが女性に人気という側面がある。創作においてもイスラム教の戒律に配慮した表現が求められるが、美少女フィギュアについては水着の着せ替えパーツは不可だが膝上スカートは可など独特の基準が存在する。近年ではムハンマド・ビン・ナーイフが推進する経済政策の一環として娯楽への制限が緩和されつつある。また、ムハンマド・ビン・サルマーンは石油に代わる産業としてエンターテインメント産業を育成するため、自身の財団傘下のアニメ制作会社と日本の共同制作の劇場作品を手がけるなどしている。また、イベントのノウハウを学ぶため、定期的に大規模イベントを開催している。

### ネット文化
インターネットの規制が厳しく、国内から海外のサイトへの接続は厳しく制限されている。国内ではアラビア語の出会い系サイトやSNSなどが運営されている。家族以外の男女は会話をすることすら禁止されているが、親族男性の代理人がメールや書き込みを行っているという設定で女性が直接書き込んでいたりして、脱法行為的にネット上での男女交際が行われることも多い。

### 出版
厳重な報道管制と言論統制が敷かれており、当局が許可した書籍でなければ販売することが出来ない。特に王族に関する批判的な書籍は検閲で発売を禁じられ、世界の長者番付が掲載されアブドゥッラー現国王の資産が公開されたビジネス誌『フォーブス』は国内発禁となるなど不敬規定がある。内政に関する外国マスメディアの取材も大幅に制限され、日本ではNHK『クローズアップ現代』が2006年12月にようやく許された程度である。
しかし、2007年にはサウジアラビアの女性を主人公にした小説「リヤドの女たち」の発禁処分が解かれ、ベストセラーになるなど少しずつ自由化してきている。厳しい検閲が実施されているが、出版の抜け道としてメールマガジンがある。メールの送信は出版とはみなされていないため、紙に印刷されないメールマガジンによる発行は合法とされている。リヤドの女たちも元はメールマガジンで発行されていた小説だった。
出版物に関する著作権は著作権審議委員会によって管理されており、カーディ裁判は著作権問題による訴えを扱わないため、著作権侵害があった場合は民事訴訟などではなく委員会に申し立てることになっている。ただし、申し立てが出来るのは検閲による許可を受けている出版物のみで、日本や欧米のように無条件に著作物に著作権があるわけではない。

### 映画
2018年4月20日、約35年ぶりに映画が一般向けに上映された（映画自体はDVDやブルーレイで視聴でき、設備を備えた文化センターのような施設がありたびたび上映されていた）。1980年代には、映画館を低俗で罪深いものと非難する宗教界の保守強硬派の働きかけを受け、国内の映画館を閉鎖していた。

### スポーツ
サッカー

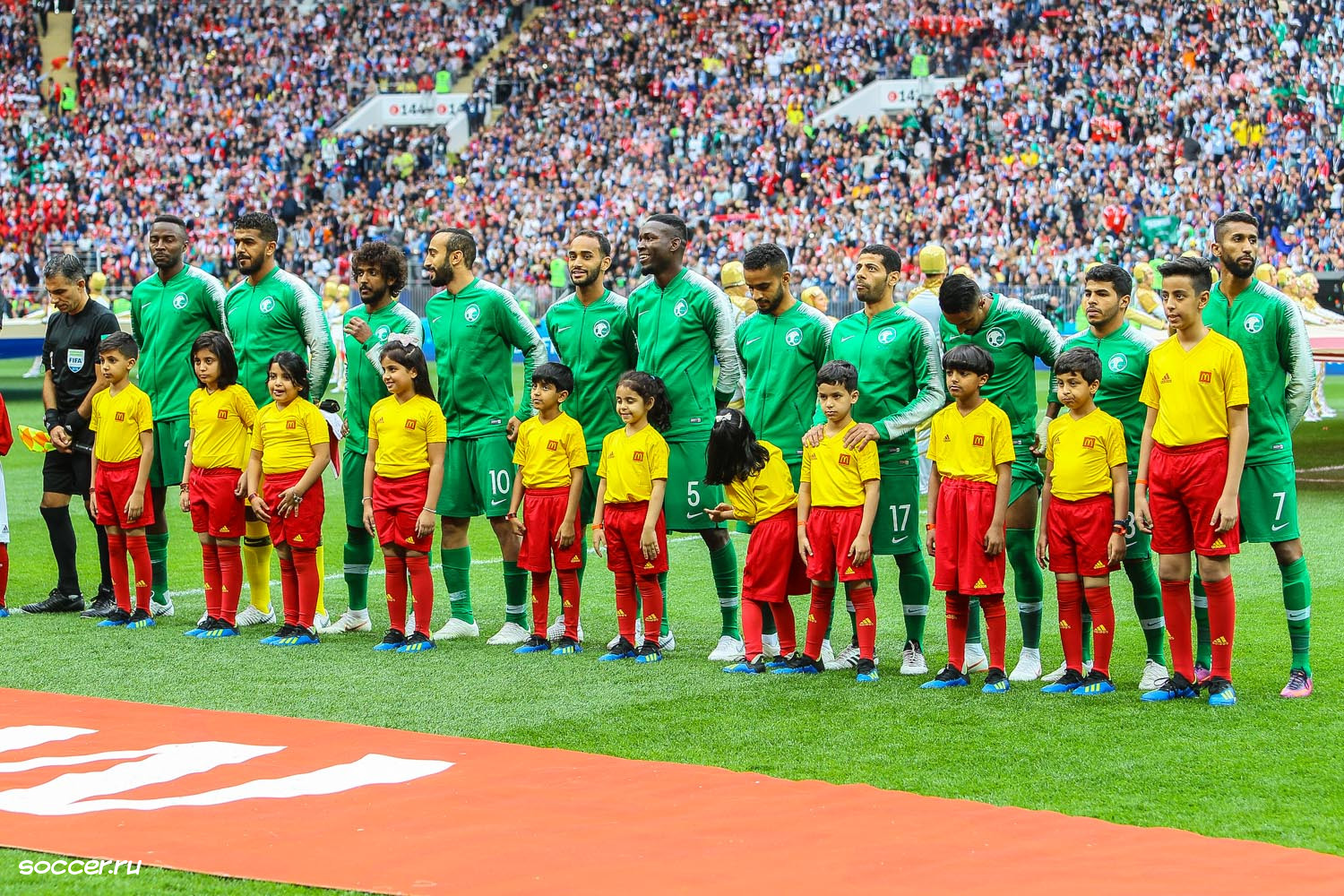
2018年ロシアW杯開幕戦でのサウジアラビア代表。

サウジアラビア国内でも他の中東諸国同様に、サッカーが圧倒的に1番人気のスポーツとなっている。1976年に創設されたサウジ・プロフェッショナルリーグは、AFCクラブコンペティションランキングでは2024年時点でランキング1位であり、アジア地域においては最もレベルの高いリーグである。アル・ヒラルはAFCチャンピオンズリーグエリートの大会最多優勝クラブである。近年では、豊富な資金力を生かして、クリスティアーノ・ロナウドやネイマール、カリム・ベンゼマなど世界トップレベルの選手をリーグに招聘している。
サウジアラビアサッカー連盟（SAFF）によって組織されるサッカーサウジアラビア代表は、AFCアジアカップでは通算3度の優勝を飾っている。FIFAワールドカップには1994年大会で初出場して以降、通算6度の出場歴がある。サウジアラビアでは「AFCアジアカップ2027」や「2034 FIFAワールドカップ」の自国開催が予定されている。
クリケット
クリケットはサッカーに次いで、サウジアラビア国内で2番目に人気のスポーツである。国内競技連盟であるサウジアラビアクリケット連盟 (SACF) の本部はリヤドに所在しており、クリケットの試合を管理するためにスポーツ省に登録されている唯一の法人である。2003年に国際クリケット評議会に加盟し、2016年に準会員に昇格した。クリケットが圧倒的に人気のある地域である南アジア出身の外国人労働者が、同国の人口を部分的に占めていることもクリケット人気の要因の一つである。国内には100以上のクリケット場があり、370の登録されたクリケットクラブがある。
モータースポーツ

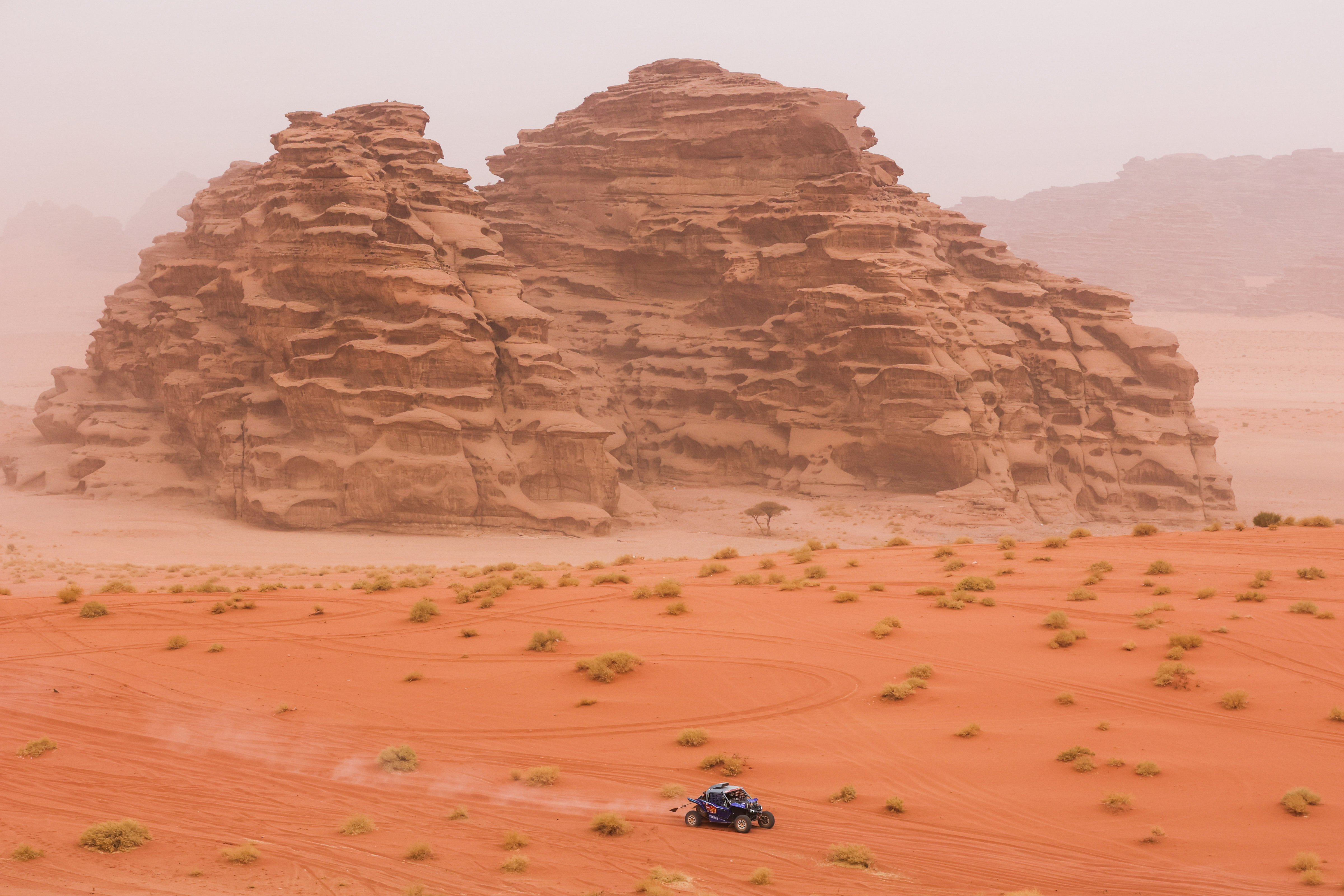
ダカールラリー2021年大会

2020年以降、サウジアラビアではサーキット・オフロード問わず、FIA（国際自動車連盟）主催の国際大会の開催が相次いでいる。
広大な砂漠地帯があることを活かし、2020年からダカール・ラリーの開催国となっている。またエクストリームEでも、記念すべき第一シーズンの開幕戦がサウジアラビアであった。2024年にはWRC（世界ラリー選手権）でも2024年に10年契約が締結され、サウジアラビア戦が2025年から開催される予定となっている。
サーキットでは2018年（第5シーズン）からディルイーヤ市街地コースにてフォーミュラE、2021年からジッダ市街地コースにてF1世界選手権のサウジアラビアグランプリがそれぞれ開催されている。